# Bolitoglossa biseriata
Espèce
Statut de conservation UICN

 LC  : Préoccupation mineure
Bolitoglossa biseriata est une espèce d'urodèles de la famille des Plethodontidae.

## Répartition
Cette espèce se rencontre jusqu'à 500 m d'altitude :
- au Panama y compris sur l'île Colón ;
- dans l'ouest de la Colombie y compris sur l'île Gorgona ;
- dans le nord-ouest de l'Équateur.

## Description
Bolitoglossa biseriata mesure 49 mm sans la queue.

## Publication originale
- Tanner, 1962 : A new Bolitoglossa (salamander) from southern Panama. Herpetologica, vol. 18, p. 18-20.